# Distrito electoral de LaPlatte II (condado de Sarpy, Nebraska)
LaPlatte II (en inglés: LaPlatte II Precinct) es un distrito electoral ubicado en el condado de Sarpy en el estado estadounidense de Nebraska. En el Censo de 2010 tenía una población de 1256 habitantes y una densidad poblacional de 242,23 personas por km².

## Geografía
LaPlatte II se encuentra ubicado en las coordenadas 41°5′53″N 95°59′15″O / 41.09806, -95.98750. Según la Oficina del Censo de los Estados Unidos, LaPlatte II tiene una superficie total de 5.19 km², de la cual 5.16 km² corresponden a tierra firme y (0.45%) 0.02 km² es agua.

## Demografía
Según el censo de 2010, había 1256 personas residiendo en LaPlatte II. La densidad de población era de 242,23 hab./km². De los 1256 habitantes, LaPlatte II estaba compuesto por el 80.81% blancos, el 7.01% eran afroamericanos, el 0.64% eran amerindios, el 2.55% eran asiáticos, el 0.16% eran isleños del Pacífico, el 1.27% eran de otras razas y el 7.56% pertenecían a dos o más razas. Del total de la población el 8.84% eran hispanos o latinos de cualquier raza.